# 第1回日本フートボール優勝大会
第1回日本フートボール優勝大会（だい1かいにほんフートボールゆうしょうたいかい）は、大阪毎日新聞主催によりラグビーフットボールの試合を1918年1月12日・13日の2日間、豊中グラウンド（大阪府豊中市）で開催された。全国高等学校ラグビーフットボール大会、全国高等学校サッカー選手権大会の始祖となる大会である。
当初は中等学校による大会ではなく、大学や旧制高校も参加が認められていた。また慶應義塾が棄権したため、結果的に関西地区のチームのみの大会となった。
関西では、朝日新聞社主催の全国中等学校優勝野球大会が1915年に始まっていたこともあり、企画は簡単に受け入れられた。当初、中等学校のラグビーチームを対象にした大会を想定していた。しかし全国大会に出場できるような活動をしている中学校は少なく、旧制大学や旧制高等学校などの上級学校の出場も認めたが、それでも出場校は4チームしかなかった。
そのため、アソシエーションフットボール（サッカー）の全国大会も開催し、同じ豊中グラウンドで、ラグビーとサッカーの試合を交互に行うことになった。
第2回から名称が「日本フットボール優勝大会」となった。第9回（1925年）から、ラグビーは「全国中等学校ラグビーフットボール大会」に、サッカーは「全国中等学校蹴球選手権大会」に改められた。

## アソシエーションフットボール（サッカー）
この年、関東地区では関東蹴球大会（関東中等学校蹴球選手権大会）、東海地域では八高主催による東海蹴球大会も始まった。

### 参加チーム
- 京都師範（京都）
- 明星商業（大阪）
- 堺中（大阪）
- 関学高等（兵庫）
- 御影師範（兵庫）
- 神戸一中（兵庫）
- 姫路師範（兵庫）
- 奈良師範（奈良）
- 慶應義塾（東京）棄権

### 試合結果
1918年のアソシエーション式フットボールは東京高等師範学校出身者の指導を受けた師範学校が強く、御影師範の監督・松本従之や奈良師範の監督・磯田四郎も東京高等師範の出身だった。1918年1月14日に豊中グラウンドで行われた決勝戦では御影師範の左WG不動のヘディングシュートで明星商業を破り、初代王者に輝いた。
|  | 準々決勝 | 準々決勝 |          |   | 準決勝 | 準決勝 |  |  | 決勝 | 決勝 |
|  |          |          |          |   |        |        |  |  |      |      |
|  |          |          |          |   |        |        |  |  |      |      |
|  |          |          |          |   |        |        |  |  |      |      |
|  | 関学高等 | 0        |          |   |        |        |  |  |      |      |
|  | 関学高等 | 0        |          |   |        |        |  |  |      |      |
|  | 明星商業 | 2        |          |   |        |        |  |  |      |      |
|  | 明星商業 | 2        | 明星商業 | 1 |        |        |  |  |      |      |
|  |          |          | 明星商業 | 1 |        |        |  |  |      |      |
|  |          | 姫路師範 | 1        |   |        |        |  |  |      |      |
|  | 京都師範 | 姫路師範 | 1        | 0 |        |        |  |  |      |      |
|  | 京都師範 |          |          | 0 |        |        |  |  |      |      |
|  | 姫路師範 | 1        |          |   |        |        |  |  |      |      |
|  | 姫路師範 | 1        | 明星商業 | 0 |        |        |  |  |      |      |
|  |          |          | 明星商業 | 0 |        |        |  |  |      |      |
|  |          | 御影師範 | 1        |   |        |        |  |  |      |      |
|  | 堺中     | 御影師範 | 1        | 0 |        |        |  |  |      |      |
|  | 堺中     |          |          | 0 |        |        |  |  |      |      |
|  | 神戸一中 | 8        |          |   |        |        |  |  |      |      |
|  | 神戸一中 | 8        | 神戸一中 | 0 |        |        |  |  |      |      |
|  |          |          | 神戸一中 | 0 |        |        |  |  |      |      |
|  |          | 御影師範 | 1        |   |        |        |  |  |      |      |
|  | 奈良師範 | 御影師範 | 1        | 0 |        |        |  |  |      |      |
|  | 奈良師範 |          |          | 0 |        |        |  |  |      |      |
|  | 御影師範 | 2        |          |   |        |        |  |  |      |      |
|  | 御影師範 | 2        |          |   |        |        |  |  |      |      |

#### 1回戦
- 明星 2－0 関学
- 御影 2－0 奈良
- 神戸 8－0 堺中
- 姫路 1－0 京都

#### 準決勝
- 明星 1－1 姫路
- 御影 1－0 神戸

#### 決勝
- 御影 1－0 明星

当時は同点の場合、コーナーキックの数で決定していた。

## ラグビーフットボール
- ラグビーの参加チームは三高、全同志社、慶應、京一商の4校で、純粋な中学チームは京都一商だけだった。
- 当時全国の中学で最強と考えられていた京都一中は「定期試験の平均70点以下の者は運動部活動禁止」という規則があり、この年から高等学校入試が7月から3月に変更となったことで休部、大会には参加しなかった[4]。
- ラグビーの試合は1月12日に全同志社と三高、13日第1試合に京都一商と全慶應、同日第5試合決勝戦を行う予定であったが[4]、慶應は13日の第1試合の開始時刻午前9時になっても豊中に現れず、主催者はやむなく慶應は棄権したとみなして京都一商の不戦勝とした[5]。
- 慶應の棄権については「前日に神戸で行った神戸外国人団との試合で苦戦し疲労した」というのが表向きの理由だったが、本当の理由は「中学生の京都一商と大学生の慶應とでは実力差があまりに大きすぎる」とされる。
- 慶應の選手は決勝戦に駆けつけ、応援席から全員で京都一商を応援している[4]。

### 参加チーム
- 慶應（東京都）
- 全同志社（京都府）
- 三高（京都府）
- 京一商（京都府）

### 試合結果

#### 1回戦
- 全同志社 19－0 三高
- 京一商 棄権 慶應

#### 決勝
- 全同志社 31－0 京一商